# Eugenio Siller
Eugenio Siller (5 aprile 1981) è un attore messicano.

## Carriera
Ha esordito nel 2006 nella telenovela Rebelde, mentre l'anno seguente ha avuto il suo primo ruolo da protagonista in Al diablo con los guapos. Nel 2009 ha interpretato un altro ruolo da protagonista in Mi pecado, così come l'anno seguente nella telenovela Aurora della rete televisiva Telemundo. Negli anni successivi ha preso parte ad altre telenovele in ruoli di rilievo, come nel 2011 in Una maid en Manhattan, nel 2014 in Reina de corazones, nel 2015 in ¿Quién es quién? e nel 2021 in Che fine ha fatto Sara?.